# Solenocera geijskesi
Solenocera geijskesi är en kräftdjursart som beskrevs av Lipke Bijdeley Holthuis 1959. Solenocera geijskesi ingår i släktet Solenocera och familjen Solenoceridae. Inga underarter finns listade i Catalogue of Life.